# Kanoistika na Letních olympijských hrách 2024
Závody v kanoistice na Letních olympijských hrách 2024 v Paříži se uskutečnily ve dnech 27. července – 10. srpna 2024; konkrétně slalom na divoké vodě od 27. července do 5. srpna a závody v rychlostní kanoistice od 6. do 10. srpna.
Do závodů se kvalifikovalo 11 českých sportovců, přičemž Martin Fuksa získal v rychlostním závodě C1 na 1000 m zlatou medaili. Totéž se podařilo Josefu Dostálovi v rychlostním závodě K1 na 1000 m.

## Medailisté

### Vodní slalom
Přehled výsledků (C – kanoe, K – kajak, KX – kajak kros):

#### Muži
| Kategorie | Zlato                              | Stříbro                             | Bronz                         |
| --------- | ---------------------------------- | ----------------------------------- | ----------------------------- |
| C1        | Nicolas Gestin · Francie (FRA)     | Adam Burgess · Velká Británie (GBR) | Matej Beňuš · Slovensko (SVK) |
| K1        | Giovanni De Gennaro · Itálie (ITA) | Titouan Castryck · Francie (FRA)    | Pau Echaniz · Španělsko (ESP) |
| KX-1      | Finn Butcher · Nový Zéland (NZL)   | Joe Clarke · Velká Británie (GBR)   | Noah Hegge · Německo (GER)    |

#### Ženy
| Kategorie | Zlato                            | Stříbro                          | Bronz                                           |
| --------- | -------------------------------- | -------------------------------- | ----------------------------------------------- |
| C1        | Jessica Foxová · Austrálie (AUS) | Elena Liliková · Německo (GER)   | Evy Liebfarthová · Spojené státy americké (USA) |
| K1        | Jessica Foxová · Austrálie (AUS) | Klaudia Zwolińska · Polsko (POL) | Kimberley Woodsová · Velká Británie (GBR)       |
| KX-1      | Noemie Foxová · Austrálie (AUS)  | Angèle Hugová · Francie (FRA)    | Kimberley Woodsová · Velká Británie (GBR)       |

### Rychlostní kanoistika

#### Muži
| Kategorie | Zlato                                                                      | Výkon   | Stříbro                                                                                         | Výkon   | Bronz                                                                             | Výkon   |
| --------- | -------------------------------------------------------------------------- | ------- | ----------------------------------------------------------------------------------------------- | ------- | --------------------------------------------------------------------------------- | ------- |
| C1 1000 m | Martin Fuksa · Česko (CZE)                                                 | 3:43,16 | Isaquias Queiroz · Brazílie (BRA)                                                               | 3:44,33 | Sergej Tarnovsči · Moldavsko (MDA)                                                | 3:44,68 |
| C2 500 m  | Čína (CHN) · Liou Chao · Ťi Po-wen                                         | 1:39,48 | Itálie (ITA) · Gabriele Casadei · Carlo Tacchini                                                | 1:41,08 | Španělsko (ESP) · Joan Antoni Moreno · Diego Domínguez                            | 1:41,18 |
| K1 1000 m | Josef Dostál · Česko (CZE)                                                 | 3:24,07 | Ádám Varga · Maďarsko (HUN)                                                                     | 3:24,76 | Bálint Kopasz · Maďarsko (HUN)                                                    | 3:25,68 |
| K2 500 m  | Německo (GER) · Jacob Schopf · Max Lemke                                   | 1:26,87 | Maďarsko (HUN) · Bence Nádas · Sándor Tótka                                                     | 1:27,15 | Austrálie (AUS) · Jean van der Westhuyzen · Thomas Green                          | 1:27,29 |
| K4 500 m  | Německo (GER) · Jacob Schopf · Max Lemke · Max Rendschmidt · Tom Liebscher | 1:19,80 | Austrálie (AUS) · Riley Fitzsimmons · Pierre van der Westhuyzen · Jackson Collins · Noah Havard | 1:19,84 | Španělsko (ESP) · Saúl Craviotto · Carlos Arévalo · Marcus Walz · Rodrigo Germade | 1:20,05 |

#### Ženy
| Kategorie | Zlato                                                                                         | Výkon   | Stříbro                                                                                 | Výkon   | Bronz                                                                                          | Výkon   |
| --------- | --------------------------------------------------------------------------------------------- | ------- | --------------------------------------------------------------------------------------- | ------- | ---------------------------------------------------------------------------------------------- | ------- |
| C1 200 m  | Katie Vincentová · Kanada (CAN)                                                               | 44,12   | Nevin Harrisonová · Spojené státy americké (USA)                                        | 44,13   | Yarisleidis Cirilová · Kuba (CUB)                                                              | 44,36   |
| C2 500 m  | Čína (CHN) · Su Š'-siao · Sun Meng-ja                                                         | 1:52,81 | Ukrajina (UKR) · Ljudmyla Luzanová · Anastasija Rybačoková                              | 1:54,30 | Kanada (CAN) · Sloan MacKenzieová · Katie Vincentová                                           | 1:54,36 |
| K1 500 m  | Lisa Carringtonová · Nový Zéland (NZL)                                                        | 1:47,36 | Tamara Csipesová · Maďarsko (HUN)                                                       | 1:48,44 | Emma Jørgensenová · Dánsko (DEN)                                                               | 1:49,76 |
| K2 500 m  | Nový Zéland (NZL) · Lisa Carringtonová · Alicia Hoskinová                                     | 1:37,28 | Maďarsko (HUN) · Tamara Csipesová · Alida Dóra Gazsová                                  | 1:39,39 | Německo (GER) · Paulina Paszeková · Jule Hakeová Maďarsko (HUN) · Noémi Puppová · Sára Fojtová | 1:39,46 |
| K4 500 m  | Nový Zéland (NZL) · Lisa Carringtonová · Alicia Hoskinová · Olivia Brettová · Tara Vaughanová | 1:32,10 | Německo (GER) · Paulina Paszeková · Jule Hakeová · Pauline Jagschová · Sarah Brüßlerová | 1:32,62 | Maďarsko (HUN) · Noémi Puppová · Sára Fojtová · Tamara Csipesová · Alida Dóra Gazsová          | 1:32,93 |

 C - kánoe, K – kajak, KX – kajak kros

## Česká výprava
Do soutěží se kvalifikovalo celkem 11 českých reprezentantů:
Vodní slalom
- Tereza Fišerová – KX-1
- Antonie Galušková – K1, KX1
- Jiří Prskavec – K1, KX-1
- Lukáš Rohan – C1, KX-1
- Gabriela Satková – C1

Rychlostní kanoistika
- Josef Dostál – K1 1000 m
- Martin Fuksa – C1 1000 m, C2 500 m
- Petr Fuksa – C2 500 m
- Daniel Havel – K2 500 m
- Jakub Špicar – K2 500 m
- Anežka Paloudová  – K1 500 m